# (58682) Alenašolcová
(58682) Alenašolcová est un astéroïde de la ceinture principale.

## Description
(58682) Alenasolcova est un astéroïde de la ceinture principale. Il fut découvert le 10 janvier 1998 à l'Observatoire Kleť par Jana Tichá et Miloš Tichý. Il présente une orbite caractérisée par un demi-grand axe de 2,66 UA, une excentricité de 0,16 et une inclinaison de 2,0° par rapport à l'écliptique.

## Compléments